# Az Amerikai Egyesült Államok az 1984. évi téli olimpiai játékokon
Az Amerikai Egyesült Államok a jugoszláviai Szarajevóban megrendezett 1984. évi téli olimpiai játékok egyik részt vevő nemzete volt. Az országot az olimpián 10 sportágban 107 sportoló képviselte, akik összesen 8 érmet szereztek.

## Érmesek
| Érem  | Versenyző                         | Sportág     | Versenyszám          |
| ----- | --------------------------------- | ----------- | -------------------- |
| Arany | Bill Johnson                      | Alpesisí    | Férfi lesiklás       |
| Arany | Phil Mahre                        | Alpesisí    | Férfi műlesiklás     |
| Arany | Debbie Armstrong                  | Alpesisí    | Női óriás-műlesiklás |
| Arany | Scott Hamilton                    | Műkorcsolya | Férfi egyéni         |
| Ezüst | Steve Mahre                       | Alpesisí    | Férfi műlesiklás     |
| Ezüst | Christin Cooper                   | Alpesisí    | Női óriás-műlesiklás |
| Ezüst | Rosalyn Sumners                   | Műkorcsolya | Női egyéni           |
| Ezüst | Kitty Carruthers Peter Carruthers | Műkorcsolya | Páros                |

## Alpesisí
Férfi
| Versenyző     | Versenyszám      | 1. futam      | 1. futam      | 2. futam      | 2. futam      | Összesítés | Összesítés |
| Versenyző     | Versenyszám      | Idő           | Hely.         | Idő           | Hely.         | Idő        | Helyezés   |
| ------------- | ---------------- | ------------- | ------------- | ------------- | ------------- | ---------- | ---------- |
| Bill Johnson  | Lesiklás         |               |               |               |               | 1:45,59    |            |
| Douglas Lewis | Lesiklás         |               |               |               |               | 1:48,49    | 24.        |
| Phil Mahre    | Műlesiklás       | 51,55         | 3.            | 47,86         | 2.            | 1:39,41    |            |
| Phil Mahre    | Óriás-műlesiklás | 1:22,09       | 10.           | 1:21,16       | 7.            | 2:43,25    | 8.         |
| Steve Mahre   | Műlesiklás       | 50,85         | 1.            | 48,77         | 8.            | 1:39,62    |            |
| Steve Mahre   | Óriás-műlesiklás | 1:23,43       | 18.           | 1:22,60       | 18.           | 2:46,03    | 17.        |
| Tiger Shaw    | Műlesiklás       | 53,45         | 17.           | nem ért célba | nem ért célba | kiesett    | kiesett    |
| Tiger Shaw    | Óriás-műlesiklás | nem ért célba | nem ért célba | kiesett       | kiesett       | kiesett    | kiesett    |

Női
| Versenyző        | Versenyszám      | 1. futam      | 1. futam      | 2. futam | 2. futam | Összesítés | Összesítés |
| Versenyző        | Versenyszám      | Idő           | Hely.         | Idő      | Hely.    | Idő        | Helyezés   |
| ---------------- | ---------------- | ------------- | ------------- | -------- | -------- | ---------- | ---------- |
| Debbie Armstrong | Lesiklás         |               |               |          |          | 1:15,57    | 21.        |
| Debbie Armstrong | Óriás-műlesiklás | 1:08,97       | 2.            | 1:12,01  | 4.       | 2:20,98    |            |
| Christin Cooper  | Műlesiklás       | nem ért célba | nem ért célba | kiesett  | kiesett  | kiesett    | kiesett    |
| Christin Cooper  | Óriás-műlesiklás | 1:08,87       | 1.            | 1:12,51  | 7.       | 2:21,38    |            |
| Holly Flanders   | Lesiklás         |               |               |          |          | 1:15,11    | 16.        |
| Maria Maricich   | Lesiklás         |               |               |          |          | 1:15,55    | 19.        |
| Tamara McKinney  | Műlesiklás       | nem ért célba | nem ért célba | kiesett  | kiesett  | kiesett    | kiesett    |
| Tamara McKinney  | Óriás-műlesiklás | 1:10,11       | 8.            | 1:11,72  | 1.       | 2:21,83    | 4.         |
| Cindy Nelson     | Óriás-műlesiklás | 1:11,44       | 20.           | 1:13,44  | 18.      | 2:24,88    | 18.        |

## Biatlon
| Versenyző                                           | Versenyszám      | Lövőhiba | Időeredmény | Helyezés |
| --------------------------------------------------- | ---------------- | -------- | ----------- | -------- |
| Bill Carow                                          | 10 km sprint     | 0        | 33:05,8     | 20.      |
| Glen Eberle                                         | 20 km egyéni     | 4        | 1:22:15,0   | 33.      |
| Martin Hagen                                        | 20 km egyéni     | 12       | 1:30:19,8   | 53.      |
| Lyle Nelson                                         | 20 km egyéni     | 7        | 1:21:05,4   | 26.      |
| Donald Nielsen, Jr.                                 | 10 km sprint     | 3        | 35:23,3     | 42.      |
| Josh Thompson                                       | 10 km sprint     | 4        | 35:10,5     | 40.      |
| Bill Carow Donald Nielsen Lyle Nelson Josh Thompson | 4 × 7,5 km váltó | 0        | 1:44:31,9   | 11.      |

## Bob
| Versenyző                                      | Versenyszám | 1. futam | 1. futam | 2. futam | 2. futam | 3. futam | 3. futam | 4. futam | 4. futam | Összesítés | Összesítés |
| Versenyző                                      | Versenyszám | Idő      | Hely.    | Idő      | Hely.    | Idő      | Hely.    | Idő      | Hely.    | Idő        | Helyezés   |
| ---------------------------------------------- | ----------- | -------- | -------- | -------- | -------- | -------- | -------- | -------- | -------- | ---------- | ---------- |
| Brent Rushlaw James Tyler                      | Kettes      | 53,01    | 16.      | 52,99    | 12.      | 52,35    | 13.      | 52,40    | 8.       | 3:30,75    | 15.        |
| Frederick Fritsch Wayne DeAtley                | Kettes      | 53,47    | 21.      | 53,32    | 17.      | 52,63    | 16.*     | 52,78    | 16.      | 3:32,20    | 17.        |
| Jeff Jost Joe Briski Tom Barnes Hal Hoye       | Négyes      | 50,83    | 11.*     | 50,97    | 8.       | 50,89    | 5.       | 50,64    | 4.       | 3:23,33    | 5.         |
| Brent Rushlaw Ed Card James Tyler Frank Hansen | Négyes      | 51,04    | 13.      | 51,35    | 14.      | 51,58    | 18.      | 51,53    | 15.      | 3:25,50    | 16.        |

* - egy másik csapattal azonos eredményt ért el

## Északi összetett
| Versenyző    | Síugrás | Síugrás | Sífutás | Sífutás | Sífutás | Összesítés | Összesítés |
| Versenyző    | Pont    | Hely.   | Idő     | Pont    | Hely.   | Pont       | Helyezés   |
| ------------ | ------- | ------- | ------- | ------- | ------- | ---------- | ---------- |
| Pat Ahern    | 195,1   | 16.*    | 49:55,2 | 189,520 | 17.     | 384,620    | 17.        |
| Kerry Lynch  | 181,8   | 22.     | 48:02,9 | 206,365 | 3.      | 388,165    | 13.        |
| Mike Randall | 145,8   | 27.     | 51:31,0 | 175,150 | 25.     | 320,950    | 28.        |

* - egy másik versenyzővel azonos eredményt ért el

## Gyorskorcsolya
Férfi
| Versenyző      | Versenyszám | Eredmény | Helyezés |
| -------------- | ----------- | -------- | -------- |
| Erik Henriksen | 500 m       | 39,45    | 20.*     |
| Erik Henriksen | 1000 m      | 1:17,64  | 11.      |
| Erik Henriksen | 1500 m      | 2:02,20  | 21.      |
| Mark Huck      | 5000 m      | 7:46,91  | 35.      |
| Dan Jansen     | 500 m       | 38,55    | 4.       |
| Dan Jansen     | 1000 m      | 1:18,73  | 16.      |
| Mark Mitchell  | 1500 m      | 2:04,26  | 33.      |
| Mark Mitchell  | 5000 m      | 7:34,32  | 21.      |
| Mark Mitchell  | 10 000 m    | 15:21,24 | 21.      |
| Nick Thometz   | 500 m       | 38,56    | 5.       |
| Nick Thometz   | 1000 m      | 1:16,85  | 4.       |
| Nick Thometz   | 1500 m      | 2:00,77  | 14.      |
| Mike Woods     | 5000 m      | 7:24,81  | 12.      |
| Mike Woods     | 10 000 m    | 14:57,30 | 7.       |

Női
| Versenyző         | Versenyszám | Eredmény | Helyezés |
| ----------------- | ----------- | -------- | -------- |
| Bonnie Blair      | 500 m       | 42,53    | 8.       |
| Katie Class       | 500 m       | 42,97    | 10.      |
| Katie Class       | 1000 m      | 1:27,57  | 17.      |
| Mary Docter       | 1000 m      | 1:28,55  | 24.      |
| Mary Docter       | 1500 m      | 2:12,14  | 14.      |
| Mary Docter       | 3000 m      | 4:36,25  | 6.       |
| Jane Goldman      | 1500 m      | 2:12,94  | 17.      |
| Jane Goldman      | 3000 m      | 4:42,49  | 12.      |
| Connie Paraskevin | 500 m       | 43,05    | 13.      |
| Lydia Stephans    | 1000 m      | 1:26,73  | 13.      |
| Nancy Swider      | 1500 m      | 2:13,74  | 18.      |
| Nancy Swider      | 3000 m      | 4:40,10  | 10.      |

* - egy másik versenyzővel azonos eredményt ért el

## Jégkorong
| Amerikai férfi jégkorongcsapat-játékoskeret                                                               | Amerikai férfi jégkorongcsapat-játékoskeret                                                               | Amerikai férfi jégkorongcsapat-játékoskeret                                            |
| --- | --- | -------------------------------------------------------------------------------------- |
| - Marc Behrend - Scott Bjugstad - Bob Brooke - Chris Chelios - Mark Fusco - Scott Fusco - Steven Griffith | - Paul Guay - John Harrington - Tom Hirsch - Al Iafrate - David A. Jensen - David H. Jensen - Mark Kumpel | - Pat LaFontaine - Bob Mason - Corey Millen - Ed Olczyk - Gary Sampson - Phil Verchota |

### Eredmények
B csoport
| Csapat           | M | Gy | D | V | G+ | G– | Gk  | P  |
| ---------------- | - | -- | - | - | -- | -- | --- | -- |
| Csehszlovákia    | 5 | 5  | 0 | 0 | 38 | 7  | +31 | 10 |
| Kanada           | 5 | 4  | 0 | 1 | 24 | 10 | +14 | 8  |
| Finnország       | 5 | 2  | 1 | 2 | 27 | 19 | +8  | 5  |
| Egyesült Államok | 5 | 1  | 2 | 2 | 16 | 17 | –1  | 4  |
| Ausztria         | 5 | 1  | 0 | 4 | 13 | 37 | –24 | 2  |
| Norvégia         | 5 | 0  | 1 | 4 | 15 | 43 | –28 | 1  |

| 1984. február 7. | Kanada (CAN) | 4 – 2 (2–1, 1–1, 1–0) | Egyesült Államok | Szarajevó |

|  |  |  |  |  |
|  |  |  |  |  |
|  |  |  |  |  |
|  |  |  |  |  |

| 1984. február 9. | Csehszlovákia (TCH) | 4 – 1 (2–1, 1–0, 1–0) | Egyesült Államok | Szarajevó |

|  |  |  |  |  |
|  |  |  |  |  |
|  |  |  |  |  |
|  |  |  |  |  |

| 1984. február 11. | Egyesült Államok (USA) | 3 – 3 (2–1, 0–1, 1–1) | Norvégia | Szarajevó |

|  |  |  |  |  |
|  |  |  |  |  |
|  |  |  |  |  |
|  |  |  |  |  |

| 1984. február 13. | Egyesült Államok (USA) | 7 – 3 (2–1, 0–1, 5–1) | Ausztria | Szarajevó |

|  |  |  |  |  |
|  |  |  |  |  |
|  |  |  |  |  |
|  |  |  |  |  |

| 1984. február 15. | Finnország (FIN) | 3 – 3 (1–0, 1–2, 1–1) | Egyesült Államok | Szarajevó |

|  |  |  |  |  |
|  |  |  |  |  |
|  |  |  |  |  |
|  |  |  |  |  |

A 7. helyért
| 1984. február 17. | Egyesült Államok (USA) | 7 – 4 (2–2, 4–2, 1–0) | Lengyelország | Szarajevó |

|  |  |  |  |  |
|  |  |  |  |  |
|  |  |  |  |  |
|  |  |  |  |  |

| Csapat           | Helyezés |
| ---------------- | -------- |
| Egyesült Államok | 7.       |

## Műkorcsolya
| Versenyző                         | Versenyszám  | Kötelező elemek   | Kötelező elemek | Kötelező elemek | Rövid program     | Rövid program | Rövid program | Kűr               | Kűr   | Kűr         | Összesítés         | Összesítés |
| Versenyző                         | Versenyszám  | Több. hely. száma | Hely.           | Hely. pont.     | Több. hely. száma | Hely.         | Hely. pont.   | Több. hely. száma | Hely. | Hely. pont. | Helyezési pontszám | Helyezés   |
| --------------------------------- | ------------ | ----------------- | --------------- | --------------- | ----------------- | ------------- | ------------- | ----------------- | ----- | ----------- | ------------------ | ---------- |
| Scott Hamilton                    | Férfi egyéni | 9×1+              | 1.              | 0,6             | 9×2+              | 2.            | 0,8           | 6×2+              | 2.    | 2,0         | 3,4                |            |
| Brian Boitano                     | Férfi egyéni | 7×9+              | 8.              | 4,8             | 6×4+              | 3.            | 1,2           | 7×5+              | 5.    | 5,0         | 11,0               | 5.         |
| Mark Cockerell                    | Férfi egyéni | 5×17+             | 18.             | 10,8            | 7×17+             | 17.           | 6,8           | 6×10+             | 10.   | 10,0        | 27,6               | 13.        |
| Rosalyn Sumners                   | Női egyéni   | 5×1+              | 1.              | 0,6             | 5×4+              | 5.            | 2,0           | 7×2+              | 2.    | 2,0         | 4,6                |            |
| Tiffany Chin                      | Női egyéni   | 5×10+             | 12.             | 7,2             | 6×2+              | 2.            | 0,8           | 8×3+              | 3.    | 3,0         | 11,0               | 4.         |
| Elaine Zayak                      | Női egyéni   | 5×12+             | 13.             | 7,8             | 8×6+              | 6.            | 2,4           | 6×4+              | 4.    | 4,0         | 14,2               | 6.         |
| Kitty Carruthers Peter Carruthers | Páros        |                   |                 |                 | 7×3+              | 2T .          | 0,8           | 7×3+              | 2.    | 2,0         | 2,8                |            |
| Jill Watson Burt Lancon           | Páros        |                   |                 |                 | 6×8+              | 8.            | 3,2           | 5×6+              | 6.    | 6,0         | 9,2                | 6.         |
| Lea Ann Miller William Fauver     | Páros        |                   |                 |                 | 5×9+              | 10.           | 4,0           | 7×11+             | 10.   | 10,0        | 14,0               | 10.        |

| Versenyző                     | Versenyszám | Kötelező tánc     | Kötelező tánc | Kötelező tánc | Eredeti (original) tánc | Eredeti (original) tánc | Eredeti (original) tánc | Kűr               | Kűr   | Kűr         | Összesítés         | Összesítés |
| Versenyző                     | Versenyszám | Több. hely. száma | Hely.         | Hely. pont.   | Több. hely. száma       | Hely.                   | Hely. pont.             | Több. hely. száma | Hely. | Hely. pont. | Helyezési pontszám | Helyezés   |
| ----------------------------- | ----------- | ----------------- | ------------- | ------------- | ----------------------- | ----------------------- | ----------------------- | ----------------- | ----- | ----------- | ------------------ | ---------- |
| Judy Blumberg Michael Seibert | Jégtánc     | 7×3+              | 3.            | 1,8           | 5×3+                    | 3.                      | 1,2                     | 9×4+              | 4.    | 4,0         | 7,0                | 4.         |
| Carol Fox Richard Dalley      | Jégtánc     | 5×7+              | 6.            | 3,6           | 5×5+                    | 5.                      | 2,0                     | 8×6+              | 5.    | 5,0         | 10,6               | 5.         |
| Elisa Spitz Scott Gregory     | Jégtánc     | 8×10+             | 10.           | 6,0           | 7×10+                   | 10.                     | 4,0                     | 8×10+             | 10.   | 10,0        | 20,0               | 10.        |

## Sífutás
Férfi
| Versenyző                                       | Versenyszám     | Eredmény  | Helyezés |
| ----------------------------------------------- | --------------- | --------- | -------- |
| Todd Boonstra                                   | 15 km           | 46:36,5   | 54.      |
| Kevin Brochman                                  | 30 km           | 1:39:24,6 | 47.      |
| Tim Caldwell                                    | 15 km           | 45:21,2   | 39.      |
| Audun Endestad                                  | 50 km           | 2:24:14,4 | 18.      |
| Jim Galanes                                     | 30 km           | 1:37:21,2 | 36.      |
| Jim Galanes                                     | 50 km           | 2:28:00,7 | 31.      |
| Bill Koch                                       | 15 km           | 43:53,7   | 27.      |
| Bill Koch                                       | 30 km           | 1:33:44,4 | 21.*     |
| Bill Koch                                       | 50 km           | 2:24:02,3 | 17.      |
| Dan Simoneau                                    | 15 km           | 43:03,4   | 18.      |
| Dan Simoneau                                    | 30 km           | 1:35:50,7 | 29.      |
| Dan Simoneau                                    | 50 km           | 2:25:43,1 | 26.      |
| Dan Simoneau Tim Caldwell Jim Galanes Bill Koch | 4 × 10 km váltó | 1:59:52,3 | 8.       |

Női
| Versenyző                                                     | Versenyszám    | Eredmény  | Helyezés |
| ------------------------------------------------------------- | -------------- | --------- | -------- |
| Susan Long                                                    | 5 km           | 19:28,5   | 38.      |
| Susan Long                                                    | 10 km          | 34:58,9   | 32.      |
| Susan Long                                                    | 20 km          | 1:07:25,9 | 28.      |
| Kelly Milligan                                                | 20 km          | 1:11:50,4 | 37.      |
| Judy Rabinowitz                                               | 5 km           | 18:41,5   | 30.      |
| Judy Rabinowitz                                               | 10 km          | 34:35,1   | 26.      |
| Judy Rabinowitz                                               | 20 km          | 1:07:11,4 | 27.      |
| Patricia Ross                                                 | 5 km           | 19:30,9   | 40.      |
| Patricia Ross                                                 | 10 km          | 35:41,3   | 39.      |
| Lynn von der Heide-Spencer-Galanes                            | 5 km           | 18:30,8   | 27.      |
| Lynn von der Heide-Spencer-Galanes                            | 10 km          | 35:47,4   | 40.      |
| Lynn von der Heide-Spencer-Galanes                            | 20 km          | 1:08:25,0 | 33.      |
| Susan Long Judy Rabinowitz Lynn Spencer-Galanes Patricia Ross | 4 × 5 km váltó | 1:10:48,4 | 7.       |

* - egy másik versenyzővel azonos eredményt ért el

## Síugrás
| Versenyző      | Versenyszám | 1. ugrás | 1. ugrás | 2. ugrás | 2. ugrás | Összesítés | Összesítés |
| Versenyző      | Versenyszám | Pont     | Hely.    | Pont     | Hely.    | Pont       | Helyezés   |
| -------------- | ----------- | -------- | -------- | -------- | -------- | ---------- | ---------- |
| Landis Arnold  | Normálsánc  | 92,6     | 24.**    | 89,4     | 30.      | 182,0      | 28.        |
| Jeff Hastings  | Normálsánc  | 99,4     | 15.*     | 104,1    | 7.       | 203,5      | 9.         |
| Jeff Hastings  | Nagysánc    | 95,7     | 12.      | 105,5    | 5.       | 201,2      | 4.         |
| Mike Holland   | Normálsánc  | 90,6     | 29.      | 73,7~    | 53.      | 164,3      | 41.        |
| Mike Holland   | Nagysánc    | 71,2     | 40.*     | 83,6     | 28.      | 154,8      | 37.        |
| Dennis McGrane | Normálsánc  | 102,6    | 6.       | 75,8     | 51.      | 178,4      | 33.        |
| Dennis McGrane | Nagysánc    | 7,1~     | 53.      | 72,8     | 41.      | 79,9       | 53.        |
| Reed Zuehlke   | Nagysánc    | 85,6     | 27.*     | 82,9     | 29.      | 168,5      | 29.        |

* - egy másik versenyzővel azonos eredményt ért el

** - két másik versenyzővel azonos eredményt ért el

~ - az ugrás során elesett

## Szánkó
| Versenyző                    | Versenyszám | 1. futam | 1. futam | 2. futam | 2. futam | 3. futam | 3. futam | 4. futam | 4. futam | Összesítés | Összesítés |
| Versenyző                    | Versenyszám | Idő      | Hely.    | Idő      | Hely.    | Idő      | Hely.    | Idő      | Hely.    | Idő        | Helyezés   |
| ---------------------------- | ----------- | -------- | -------- | -------- | -------- | -------- | -------- | -------- | -------- | ---------- | ---------- |
| David Gilman                 | Férfi egyes | 47,341   | 17.      | 48,178   | 26.      | 47,151   | 15.      | 47,187   | 16.      | 3:09,857   | 17.        |
| Frank Masley                 | Férfi egyes | 46,890   | 15.      | 47,073   | 16.      | 46,797   | 12.      | 46,990   | 15.      | 3:07,750   | 14.        |
| Timothy Nardiello            | Férfi egyes | 47,899   | 23.      | 47,799   | 22.      | 47,784   | 22.      | 47,838   | 22.      | 3:11,320   | 21.        |
| Toni Damigella               | Női egyes   | 45,170   | 25.      | 43,187   | 15.      | 45,579   | 24.      | 43,045   | 17.      | 2:56,981   | 20.        |
| Theresa Riedl                | Női egyes   | 43,520   | 16.      | 43,995   | 24.      | 44,620   | 21.      | 43,130   | 18.      | 2:55,265   | 19.        |
| Ronald Rossi Doug Bateman    | Kettes      | 42,400   | 10.      | 42,251   | 7.       |          |          |          |          | 1:24,651   | 9.         |
| Frank Masley Raymond Bateman | Kettes      | 43,047   | 12.*     | 43,284   | 13.      |          |          |          |          | 1:26,331   | 13.        |

* - egy másik versenyzővel azonos eredményt ért el